# Тортури та страти в Стародавньому Римі

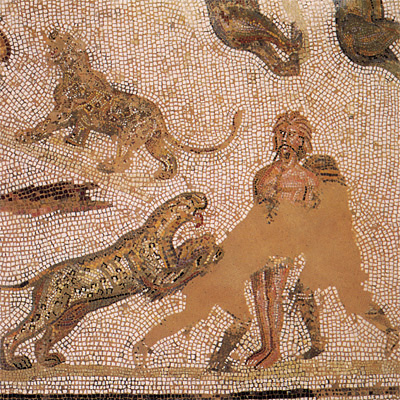
Розтерзання дикими тваринами

Римляни, як і греки, застосовували катування під час допитів. До другого століття нашої ери тортури застосовували лише на рабів (за кількома винятками). Після цього періоду катування стосувалося і нижчих соціальних верств. Свідчення раба за римським законодавством вважалися правдивими лише під час тортур. Вважалося, що їм не можна довіряти і що їх треба навмисно «втомити». Також роль сучасних розваг в Стародавньому Римі виконували видовища. Для римлян відвідування амфітеатрів було, як для нас зараз піти у кіно чи таке інше, відволіктися від монотонної роботи. Доволі часто акторами цих видовищ були актори-смертники. Катування вважалося необхідним для припинення поганої та неприйнятної соціальної поведінки.

## Актори-смертники
В імперському Римі страти часто відбувалися в амфітеатрі, при цьому вони були міфологізованими і театралізованими. У Стародавньому Римі за Законами XII таблиць паліїв спалювали на вогнищі, пізніше на багатті стали спалювати перебіжчиків. Інші типи злочинців зазвичай теж потрапляли в вогонь: Светоній повідомляє, що :

Автора ателлан, народних комедій, за віршик з двозначним жартом на адресу імператора Калігули, спалили на багатті посеред амфітеатру.
За свідченням Йосипа Флавія, вогнище, розкладене в приміщенні театру за почином оскаженілого натовпу, стало місцем розправи над сирійськими юдеями в місті Антіохія. Рабів римляни живцем спалювали в печі або в просмоленому одязі. Такий одяг називався tunica molesta, застосовувався він і при театралізованій страті спаленням.

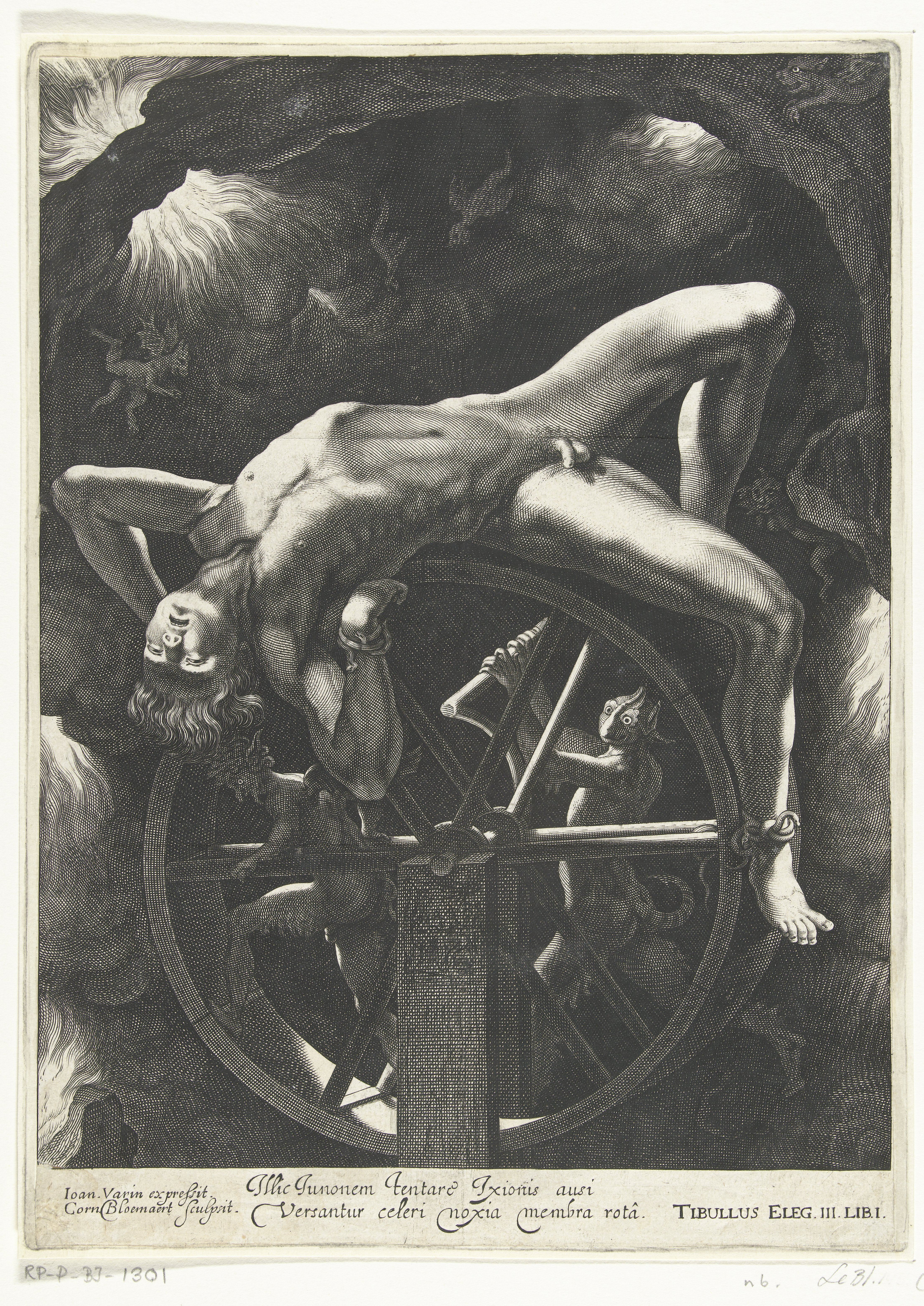
Іксіон на колесі

На потіху публіці в римських цирках розігрувалися вистави, що відтворювали страшні міфологічні сюжети. Наприклад, покараний Зевсом, Іксіон крутився на вогняному колесі, прив'язаний до нього руками і ногами. Розігрувалися історичні сюжети зі смертельними наслідками.

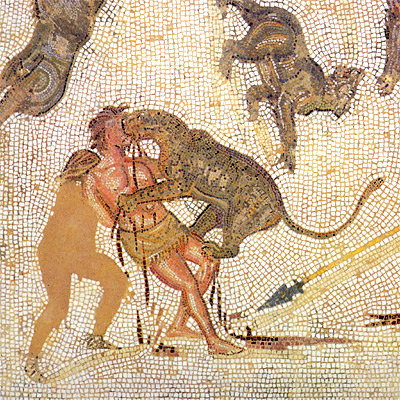
Пантери пожирають злочинця, римська підлогова мозаїка, III ст. н. е. Археологічний музей Тунісу / Museum of Sousse. Mosaics detail

Акторами в подібних смертельних спектаклях виступали засуджені до страти особи.
Деякі з них виходили в чудовому платті, з якого раптом показувалося полум'я і спалювало їх … Показували Іксіона на колесі, Геракла, який спалює себе на горі Етні, Муція Сцеволу, який тримає руку на горищах вугіллі жаровні. розбійника Лавреола, розп'ятого і роздертого звірами, Дедала, якого пожирав лев … .
 Військовополонених випускали на арену битися з дикими звірами або робили з них гладіаторів. Спогляданням гладіаторських боїв в рівній мірі впивалися і римські витончені сановники, і простолюд. Як бої гладіаторів, так і звірині цькування бували різноманітно театралізованими. Тут приходила на допомогу найвитонченіша сценічна техніка. З люків арени виростали фантастичні гаї, в яких бродили тигри і леви. Споруджувалися фортеці, на стінах яких билися гладіатори. Арена цирку могла наповнюватися водою. У басейні, що утворювався таким чином, влаштовувалися навмахії — відтворення морських битв. Для тієї ж мети в околицях Риму були викопані гігантські ставки, що дозволяли зводити разом цілі флоти і десятки тисяч озброєних людей. У навмахії охоче вкладали міфологічний чи історичний сюжет.

## Катування та страта

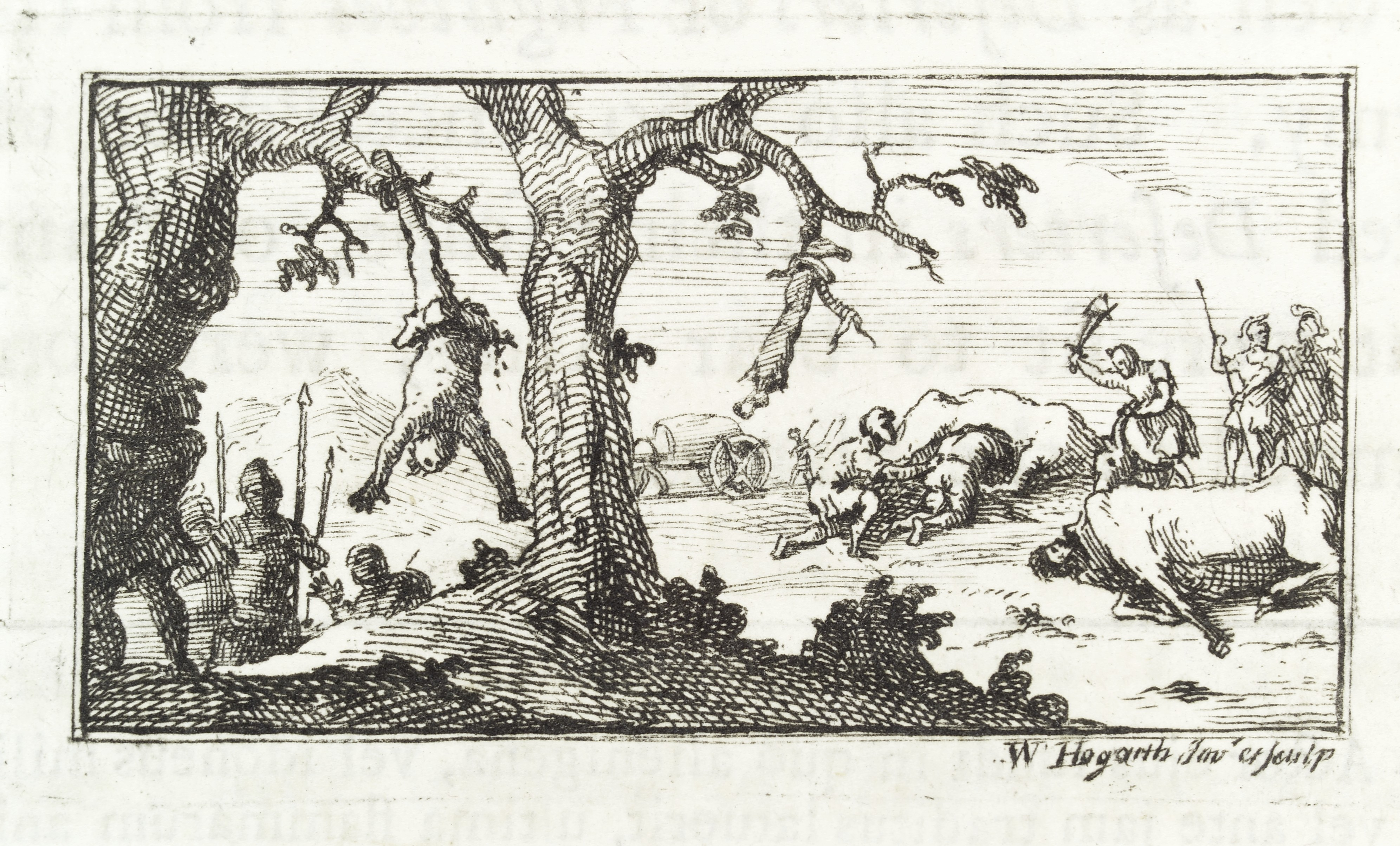
Приклад римського власного показового для переключення, коли ноги солдату були при збереженні до двох зірок, увійшли до гілок дерев, які раптово відпустили на волю, розірвавши злочинця.

У Стародавньому Римі виділялися певні види покарань, які ділилися на дві категорії: важкі — смертна кара, посилання в копальні, вигнання; інші — грошові штрафи і вплив на тіло. Застосування смертної кари припускали різні способи: спалювання, колесування, утоплення (для батьковбивць), повішення, бичування до смерті. Найчастіший вид страти — обезголовлення. Сокирою страчували за часів Республіки, в імперський період знаряддям виконання смертного вироку служив меч. Страта через розп'яття в республіканському Римі застосовувалася тільки для рабів, в Імперії і для вільних громадян теж — як ганебний вид позбавлення життя. Імператор Костянтин ввів заборону на розп'яття. Скидання в прірву також служило покаранням за злочини, вчинені рабами. Для високопоставлених осіб імперії існували привілеї — їх могли стратити через таємне удушення або самогубство під наглядом, в присутності представників влади. Стандартним місцем здійснення смертного вироку в період Республіки було Марсове поле, в період Римської імперії — Еськвілін, якщо інше не було потрібно за сценарієм. Традиційні давньоримські страти можна розділити на п'ять розрядів: звичайні; кваліфіковані, помірні, пом'якшені, кара людей, які були в списку проскрипції, у вигляді попереджувального самогубства, психологічна страта.

### Розп'яття
Розп'яття найчастіше застосовувалося щодо рабів, раніше — до спокусників весталок.

Оскільки перші випадки римської страти на хресті були засвідчені близько 217 р. до н. е., під час Пунічних війн, висловлювалося припущення, що цей спосіб розправи запозичений римлянами у карфагенян, персів, фінікійців як форма ганебної страти рабів, повстанців та інших «неповноцінних» людей. Однак розп'яття здавна застосовувалося і іншими сусідами римлян, зокрема, персами. Про це розповідав Фукідід:
Інар же, лівійський цар, призвідник усього повстання, внаслідок зради потрапив в руки персів і був розп'ятий на хресті.
Римське право використовувало ці тортури не лише для вбивства, а й для зневаги та підкреслення низького статусу засудженого. Йосип Флавій згадує, що євреїв високого класу раніше розпинали лише для того, щоб позбавити їх привілегійованого статусу.
Іноді перед тим, як повісити, жертву сильно били, що призводило до значної втрати крові, стану шоку та божевілля жертви. Жертву прив'язували або прибивали до балок. Для цього використовували залізні цвяхи довжиною від 13 до 18 см. Бувало, що після страти нігті страчених забирали очевидці страти і носили при собі як амулет-оберег. Засудженого, який був прибитий до балки, розтягували і кріпили до вертикального стовпа. Такий спосіб страти через розп'яття сформував його найвідомішу форму, тобто хрест. Жорстокість катів приймала різні форми, і муки могли тривати від кількох годин до навіть кількох днів. Засудженого вішали догори ногами або головою вниз. У Римі, Греції та на Сході засудженого до розп'яття спочатку бичували батогом, а потім змушували нести хрест до місця страти. Точніше кажучи, він ніс «патібулум» (patibulum) — верхню горизонтальну балку хреста, тоді як «стовбур» (stips) до приходу засудженого і катів уже стирчав із землі. Крім того, римляни часто ламали жертві ноги, щоб прискорити смерть і заборонити поховання.
Оскільки саме розп'яття — без значної шкоди для органів — не спричинювало смерті, в більшості випадків причиною смерті засудженого, що наставала протягом кількох годин або навіть днів, були задуха, виснаження, зневоднення або кровотеча в результаті травм. У цьому випадку у засудженого ноги спочатку перебували у досить прямому положенні, зігнуті таким чином, щоб ступні могли бути прибитими до хреста. Через кілька годин м'язи ніг вже не могли підтримувати вагу тіла, і ноги засудженого гнулися. Тоді діафрагма здавлювалася настільки сильно, що засуджений почав задихатися — і це могло тривати ще від кількох годин до кількох діб. Іншою причиною смерті на хресті були кровотечі, цвяхи, прибиті таким чином, що призводили до швидшої смерті, або смерть від виснаження .
Замучений засуджений, згідно з римськими правилами розп'яття, міг помирати кілька днів.

### Утоплення в шкіряному мішку
Такій страті піддавалися особи, які вчинили вбивство своїх найближчих родичів (батьковбивство) або того, хто користувався недоторканністю. Кара призначалася, за свідченням Светонія, тільки в тому випадку, якщо обвинувачений зізнавався у скоєному злочині.
Засудженому надягали на голову вовчу шкуру, на ноги — дерев'яні черевики, нещадно сікли його різками, потім разом з живими тваринами — мавпою, змією, півнем і собакою, — живцем зашивали в шкіряний мішок і кидали в річку або в море. Іноді набор цих тварин був менший, або ж в мішок зашивпли лише одну чи двох тварин ьз переліку. Скоріше за все так чинили не через гуманність, а через нестачу потрібних тварин.
Щоб зрозуміти, чому страчуваного супроводжувала така звірина «свита», слід звернути увагу на те, що і засудженого, і таку «свиту» поміщали, за свідченням Ювенала, в мішок зі шкіри бика.

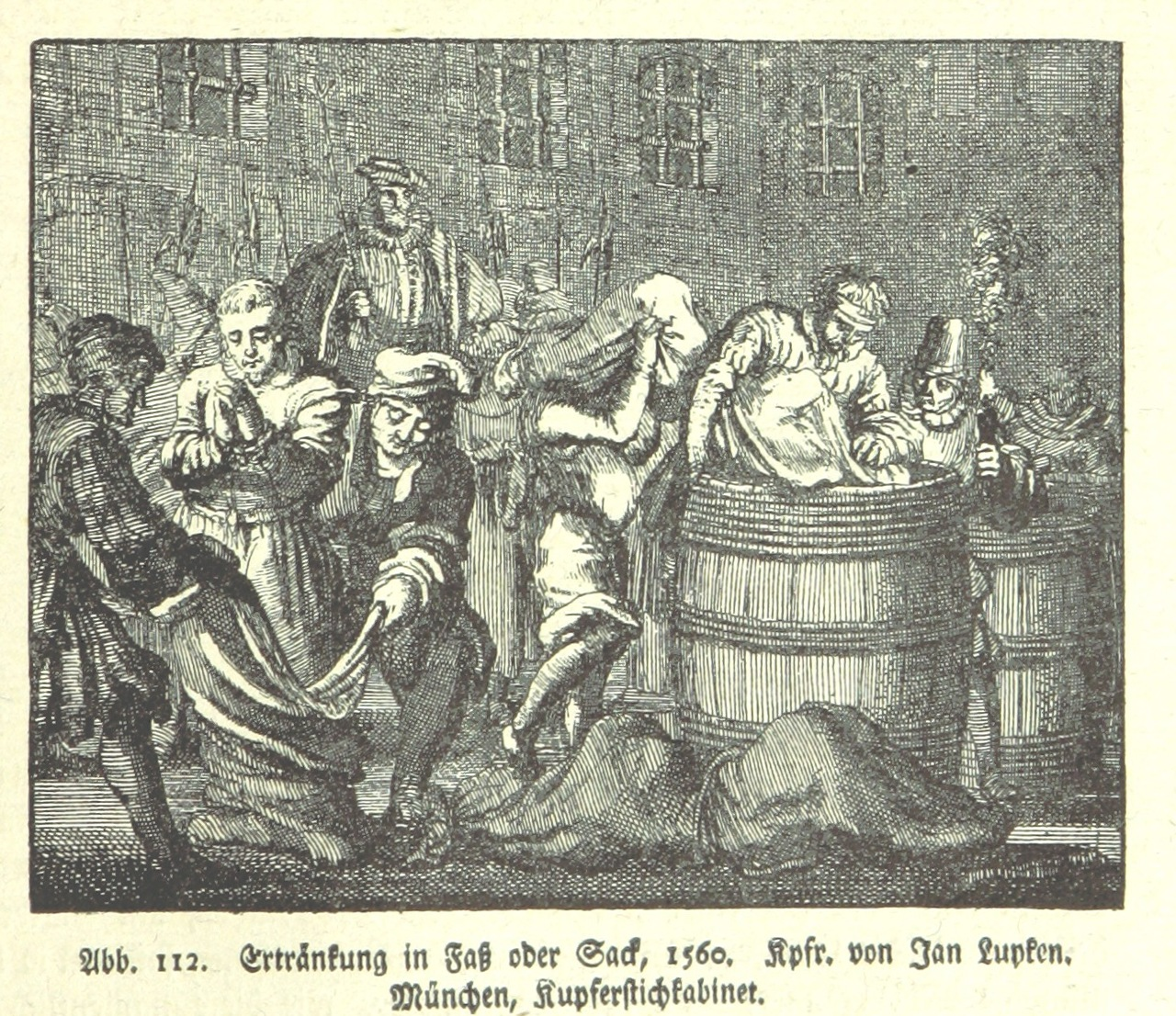
Середьновічне втоплення у шкіряному мішку з тваринами

Крім того, шкіряний мішок подовжував муки страчуваного, однак призначення мішка з волової шкіри цим, мабуть, не вичерпувалася. Є підстави вважати, що тут йдеться про давнє повір'я, згідно з яким людина, поміщена в шкуру тварини, сама ставала такою твариною або, щонайменше, набувала її характерних рис. А забити бика, разом з дрібнішими тваринами, в уявленні древніх не було настільки ганебним, як стратити людину.
Цицерон писав: 
Тому вони обговорювали, що батьковбивць слід зашивати в мішок, поки вони ще живі, і вкидати в річку. Яку чудову мудрість вони показали, панове! Хіба вони не відділяли злочинця від суспільства людей і не відокремлювали його від усього царства природи, позбавивши його впливу неба, сонця, води і землі — і таким чином гарантувавши, що той, хто вбив людину, яка дала йому життя, повинен сам бути позбавлений елементів, з яких, як кажуть, складається усе живе? Вони не хотіли, щоб його тіло було піддано впливу диких тварин, на випадок, якщо тварини стануть більш дикими після контакту з таким чудовиськом. Вони також не хотіли викинути його оголеним в річку, побоюючись, що його тіло, понесене до моря, може забруднити той самий елемент, завдяки якому всі інші забруднення вважаються очищеними. Коротше кажучи, немає нічого настільки дешевого або загальнодоступного, що вони дозволили б брати участь в ньому. Бо що так вільно, як повітря для живих, земля для мертвих, море для тих, кого кидають хвилі, або земля для тих, хто викинутий на берег? І все ж ці люди живуть, поки можуть, не маючи можливості дихати на відкритому повітрі; вони вмирають без землі, що торкаоася б їх кісток; їх кидають хвилі, ніколи не очищаючи; і, врешті-решт, їх викидаж на берег, але навіть на скелях не буде їм місця спокою в смерті
Намір помістити страчуваного в мішок, який символізує бичаче черево, можливо, пов'язаний також з тим, що у свідомості римлян жило широко відоме в античності уявлення про страту за допомогою мідного бика, придуману в VI ст. до н. е. тираном Фаларіс, про яку Полібій розповідав:
… в нього тиран кидав людей, потім велів розкласти під ним вогонь і прирікав підданих своїх на страту, яка полягала в тому, що в розпеченій міді людина підсмажується з усіх боків і, кругом обгорівши, вмирає; якщо від нестерпного болю нещасний кричав, то з міді виходили звуки, що нагадують мукання бика.

### Скидання з Тарпейської скелі

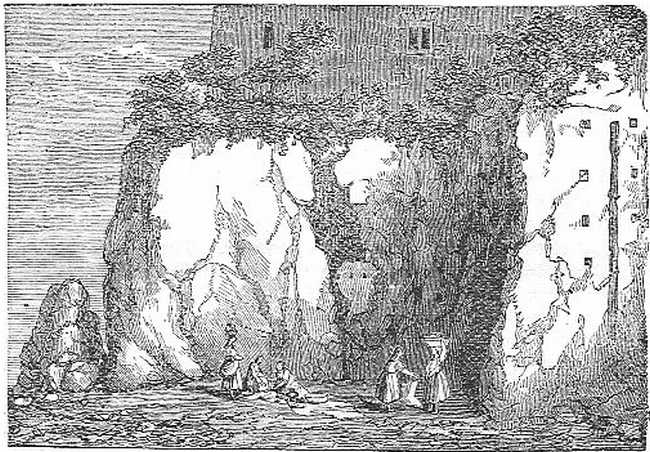
Тарпейська скеля

За Законами XII таблиць, скидання з Тарпейської скелі застосовувалося до римських громадян за інцест і лжесвідчення, а до рабів — за крадіжку на місці злочину. Згідно з переказами, назва страти походить або від імені Луція Тарпея, скинутого з скелі за непокірність царю Ромулу, або від імені дочки очільника Капітолійської фортеці Спурия Тарпея — зрадниці Тарпеї, яка впустила сабинян на Капітолій. До речі, зрадниці не пощастило: сабінські воїни, виконуючи свій обіцянку подарувати їй те, що носили на лівій руці, тобто золоті браслети і багаті персні з каменями, на смерть задавили Тарпею наваленими на неї бойовими щитами, які вони також носили на лівій руці. Іноді така кара застосовувалася і за інші злочини. Так, прославлений Марк Манлій, який отримав прізвисько «Капітолійський» після переможної нічної сутички з галлами на Капітолії, згодом був скинутий в прірву за зловживання владою і загравання з черню існує, втім, версія і про засічення Марка Манлия на смерть.

Але не завжди засуджених скидали зі скелі по одному, іноді бувало, що їх скидали цілими групами. Так, коли римляни підкорили декілька міст:
Було вбито і взято в полон двадцять тисяч чоловік, і захоплено триста сімдесят перебіжчиків. Консул відправив їх до Риму, їх висікли у Коміції і потім скинули всіх зі скелі.
 Скидання з Тарпейскої скелі було скасовано лише в III столітті нашої ери, за іншими відомостями — в середині I століття нашої ери.

### Закопування живцем в землю
Даний вмд страти викорустовувався для весталок, що порушили обітницю цнотливості. Про це розповідаеться у Плутарха. Ця страта була страшною не тільки для весталок чия «провина» була доказана, але і для тих, на яких була навіть підозра. Один з варіант за що з'явилося таке покарання, пов'язували кару весталок з оскверненням богині Землі, яка є двійником богині Вести.

### Екзотичні страти
До них можна віднести: розпилення, розтерзання натовпом, розривання тіла, затоптування, розбиття об стіну, умертвіння голодом, розтерзання хижими рибами, підвішування на гаку, розтерзання собаками, насильницьке кровопускання, умертвіння підстроєнною корабельною катастрофою, кара під кошиком, умертвіння банною парою і спекою, метеллова кара, умертвіння безсонням, кара в мішку з отруйними зміями, умертвіння під вагою статуй, умертвіння під колесами возів.

### Розпилення
Авл Геллі, чия робота «Горище ніч» частково зберігаються, стверджує, що смерть пилки була згадана для деяких злочинів в таблицях, але використання яких було настільки рідко, що ніхто не міг згадати, що коли — небудь бачив, як це робиться. Цей метод страти був рідкістю протягом часу Римської імперії. Проте, він широко використовувалися під час правління Калігули, коли засуджений, включаючи член його сім'ї, були розпиляні по тулубу, а не вниз вздовж тіла. Кажуть, що Калігула буде спостерігати такі кари в той час як він їв, заявивши, що спостереження страждань виступали аперитивлм.

### Метеллова кара
Метеллова кара. Квінт Цецилії Метелл Нумідійський з перебіжчиками, фракійцями і лігурами розправився так:
… одним він відрубав руки, інших закопав у землю по живіт і, звелівши ціляти в них стрілами й дротиками, спалив їх живцем